# Paectes lunodes
Paectes lunodes är en fjärilsart som beskrevs av Achille Guenée 1852. Paectes lunodes ingår i släktet Paectes och familjen nattflyn. Inga underarter finns listade i Catalogue of Life.